# フック星人
フック星人（フックせいじん）は、特撮テレビドラマ『ウルトラセブン』をはじめとする「ウルトラシリーズ」に登場する架空の宇宙人。別名は集団宇宙人。英字表記はALIEN HUK、FUK、HOOK、ALIEN HOCKなど、資料によって異なる。

## 『ウルトラセブン』に登場するフック星人
『ウルトラセブン』第47話「あなたはだぁれ？」に登場。
集団で地球に侵入後、ひそかに侵略計画を進めるために侵略基地を居住区に定めた東京K地区のふくろう団地の地下に建造し、全員とも住民に化けていた。昼間は地下に基地を隠し、夜になると偽の団地と地上の本物の団地と丸ごと入れ替える。その際、団地の住民1万5千人は催眠状態にされていて気付かないうえ、入れ替えていく様子は立体映像でカモフラージュしながら外部からも地球人には視認できないようにされている。そして、フック星から地球攻撃用と武器運搬用の球体宇宙船を次々と呼び寄せ、武器も搬入して着実に戦力を揃えてゆく。しかし、深夜になってから団地に帰ってきた男性サラリーマンの佐藤（演：小林昭二）に全員とも他人として接したことから異変を察知され、ウルトラ警備隊による調査を経て計画が明るみに出る。
夜行性なので強い光に弱く、視覚は退化しているが、聴覚は非常に発達している。指先からは白い硬直ガスを放つほか、仲間同士がテレパシーによる会話もでき、どんな時でも複数で行動し、ウルトラセブンにも3体で挑む。身軽な動きと幻覚でセブンを翻弄するが、セブンのボディスパークを浴びた途端に弱り、ワイドショットの拡散バージョン（スリーワイドショット）で3体とも一掃される。また、出動した円盤群もウルトラホーク1号と3号にすべて撃墜される。
- スーツアクター：小宮スポーツセンター（現：コミヤスポーツセンター[15]）のアクロバット（3名）[16]
- 高山良策によるマスクは3体分製作された[17]。
- ロケ撮影は第43話「第四惑星の悪夢」に用いられた建設途中のビル[18]と同じく、神奈川県横浜市に所在する「たまプラーザ団地」にて行われた[19][20]。放送1か月前の撮影であり、スタッフやキャストがポインター号と共に訪れ、本番待ちの休憩中には団地の子供たちとの交流も行われたが、夜の撮影では見学中の小学生が実際の映像に映り込む[注釈 2]というハプニングも起こったという[21]。
- 桑田次郎の漫画版『ウルトラセブン』では、フック星人の登場エピソードが最終回となっており、物語のラストにセブンは光の国へ帰還している。

## 『ウルトラギャラクシー大怪獣バトル NEVER ENDING ODYSSEY』に登場するフック星人（RB）
『ウルトラギャラクシー大怪獣バトル NEVER ENDING ODYSSEY』第2話「レイオニクスバトル」、第10話「新たな戦いの平地で」に登場。「RB」は「レイオニクス・バトラー」を意味する。
フック星のレイオニクスバトラー。ドラコを操り、レイとのレイオニクスバトルに勝利しようとするが失敗して彼に発見され、殴り飛ばされる。レイとヒュウガに惑星ハマーがレイオニクスバトルの場所であることを教え、レイもレイオニクスバトルの運命から逃れられないことを唱えながら姿を消す。
その後、第10話ではドラコ（再生）を操り、ゼットン星人（RB）のテレスドンとレイオニクスバトルを繰り広げるが、その最中にレイオニクスハンター・ダイルの操るキングジョーブラックにドラコをテレスドンごと倒され、さらに自分を射殺しようと迫るダイルに命乞いをしたうえで不意打ちするも回避され、そのまま射殺される。
- 声・スーツアクター：岩田栄慶
- 今作では「集団で行動する」といった設定は特に触れられていない[25]。

## 『ウルトラマンジード』に登場するフック星人
『ウルトラマンジード』第4話「星人を追う仕事」に登場。
強力な催眠花粉を放つ宇宙植物ルグスを違法栽培している。地球上では中年男性に化けて捜査の目から逃れていたが、AIBの愛崎モアとシャドー星人ゼナによって逮捕され、強制退去処分を受ける。
- 出演（人間態）：岡野弘之
- 声：村上ヨウ
- スーツアクター：福島弘之

## 『ウルトラマンタイガ』に登場するフック星人
『ウルトラマンタイガ』第7話「魔の山へ!!」、第18話「新しき世界のために」に登場。
第7話では、ババルウ星人とともに九頭流村でナイトファングの封印を解こうと暗躍するが、工藤ヒロユキと宗谷ホマレに倒される。
第18話では、革命闘士として作中世界の地球人社会の混乱を巻き起こそうと目論む個体が登場。フードつきローブ姿で双眼鏡を手に物陰からベムラーを操って夜の街を襲わせるが、ベムラーをウルトラマンタイタスに倒された後には、同じ思想を持った小森セイジ（正体はバット星人）に連絡を取る。アパートに潜伏中のセイジとブラウン管テレビを介して次の策を練っていたところ、その会話内容を扉越しに聞きつけたホマレにアパートへ踏み込まれ、通信を切る。それ以降の動向は不明。
- スーツアクター：矢倉翔太（第7話）

## その他の作品に登場するフック星人
- 映像作品
  - 映画『新世紀2003ウルトラマン伝説 THE KING'S JUBILEE』では、ウルトラマンキングの誕生日を怪獣たちと共に祝福する。この作品では2体の個体が登場する。
  - 『ウルトラマンボーイのウルころ』第45話「マッハコンビネーション! の巻」、第65話「悪魔のリベンジの巻」に登場。レイビーク星人とコンビを組み、第45話ではウルトラマンダイナ、第65話ではウルトラマンアグルと戦う。
  - 映画『大怪獣バトル ウルトラ銀河伝説 THE MOVIE』では、百体怪獣ベリュドラの右腕を構成する怪獣の1体となっている[33]。
  - 『ウルトラゾーン』では、第14話のアイキャッチに登場し、のど自慢のバックコーラスをする姿が描かれている[34]。第5話のミニコーナー「怪獣ことわざ」に、「のこり物にはフック星人がある」という絵が登場する[35]。
- イベント『ウルトラマンフェスティバル2010』のステージでは、初代と同様に3人組で登場する。大人を子供のころの姿に戻す銃を発明し、ゼロをかばったタロウを子供に変える。
- 漫画『ウルトラ忍法帖』では、悪の組織・朧党の科学者沸苦として準レギュラー出演している。
- バラエティ番組『ウルトラ怪獣散歩』では、1stシーズン第6回「湾岸警備命令」にメトロン星人やダダと共にゲストとして登場したほか、2015年8月23日にはイベント『お台場夢大陸〜ドリームメガナツマツリ〜』にて同番組のステージにも登壇した。声は豊本明長（東京03）[36]。

## その他
- 『ウルトラマンメビウス』に登場するサーペント星人の等身大時のモチーフとなっている。詳細はリンク先を参照。